# Episodi di Casualty (sesta stagione)
La sesta stagione della serie televisiva Casualty è stata trasmessa in anteprima nel Regno Unito da BBC One tra il 6 settembre 1991 e il 27 febbraio 1992.
| nº | Titolo originale          | Titolo italiano | Prima TV UK       | Prima TV Italia |
| -- | ------------------------- | --------------- | ----------------- | --------------- |
| 1  | Humpty Dumpty             |                 | 6 settembre 1991  |                 |
| 2  | Judgement Day             |                 | 13 settembre 1991 |                 |
| 3  | Dangerous Games           |                 | 20 settembre 1991 |                 |
| 4  | Hide and Seek             |                 | 27 settembre 1991 |                 |
| 5  | Joy Ride                  |                 | 4 ottobre 1991    |                 |
| 6  | Something to Hide         |                 | 11 ottobre 1991   |                 |
| 7  | Beggars Can't Be Choosers |                 | 18 ottobre 1991   |                 |
| 8  | Living in Hope            |                 | 25 ottobre 1991   |                 |
| 9  | Making the Break          |                 | 1º novembre 1991  |                 |
| 10 | Sins of Omission          |                 | 8 novembre 1991   |                 |
| 11 | The Last Word             |                 | 15 novembre 1991  |                 |
| 12 | Pressure! What Pressure?  |                 | 29 novembre 1991  |                 |
| 13 | Facing Up                 |                 | 6 dicembre 1991   |                 |
| 14 | Allegiance                |                 | 13 dicembre 1991  |                 |
| 15 | Cascade                   |                 | 27 febbraio 1992  |                 |